# 1963 في السويد
فيما يلي قوائم الأحداث التي وقعت خلال عام 1963 في السويد.

## أفلام
من الأفلام التي صدرت هذه السنة في السويد:
- 1 يناير – الصمت من إخراج إنغمار برغمان.
- 1 يناير – ضوء الشتاء من إخراج إنغمار برغمان.

## مواليد
- بير إيريك ألبيرغ، إحاثي سويدي.

### يناير
- 1 يناير – آن صوفي جوهانسون مصممة أزياء سويدية.

### فبراير
- 18 فبراير – أندرس فريسك حكم كرة قدم سويدي.
- 20 فبراير – يواكيم نيستروم لاعب كرة مضرب سويدي.

### مارس
- 7 مارس – ماريا ليندستروم لاعبة كرة مضرب سويدية.
- 12 مارس – يورغن ويندل لاعب كرة مضرب سويدي.
- 22 مارس – ستيفان بيترشون لاعب كرة قدم سويدي.

### أبريل
- 9 أبريل – ماغنوس تيديمان لاعب كرة مضرب سويدي.
- 13 أبريل – بيتر كارلسون لاعب كرة مضرب سويدي.
- 23 أبريل – بيا كراملينغ لاعبة شطرنج سويدية.

### يونيو
- 13 يونيو – كاتارينا ليندكفيست لاعبة كرة مضرب سويدية.
- 23 يونيو – ماريان برجلاند درّاجة طريق سويدية.

### يوليو
- 10 يوليو – ماتس ماجنوسون لاعب كرة قدم سويدي.
- 16 يوليو – ميكائيل بيرنفورس لاعب كرة مضرب سويدي.

### سبتمبر
- 21 سبتمبر – توماس هوجستدت لاعب كرة مضرب سويدي.
- 25 سبتمبر – ميكائيل بيرسبراندت ممثل سويدي.

### أكتوبر
- 6 أكتوبر – سفين أندرسون لاعب كرة قدم سويدي.
- 17 أكتوبر – ستيفان إريكسون لاعب كرة مضرب سويدي.

### نوفمبر
- 2 نوفمبر – جوناس جارديل
- 14 نوفمبر – بيتر فرويدفيلدت حكم كرة قدم سويدي.
- 27 نوفمبر – رولاند نيلسون لاعب كرة قدم سويدي.

### ديسمبر
- 20 ديسمبر – ماتس جرين لاعب كرة قدم سويدي.

### مارس
- 14 مارس – كارل إريك غران (مواليد 1914) لاعب كرة قدم سويدي.

### مايو
- 5 مايو – بير جاكوبسون (مواليد 1894) عالم اقتصاد سويدي.